# Bełsznica
Bełsznica (prononciation : [bɛu̯ʂˈnit͡sa]) est une localité polonaise de la gmina de Gorzyce, située dans le powiat de Wodzisław en voïvodie de Silésie.